# Higginsia tethyoides
Higginsia tethyoides är en svampdjursart som beskrevs av Claude Lévi 1960. Higginsia tethyoides ingår i släktet Higginsia och familjen Heteroxyidae. Inga underarter finns listade i Catalogue of Life.